# Amanita regalis
Amanita regalis es una especie de hongo perteneciente a la familia Amanitaceae, muy común en los países escandinavos y en el este y norte de Europa. En América del Norte, su distribución se restringe a Alaska. Es un hongo micorrizal que establece una relación simbiótica con ciertas especies de árbol. Los basidiocarpos de este hongo se asemejan a los de la especie Amanita muscaria, de la cual fue considerada una variedad tras su descubrimiento. A. regalis difiere de A. muscaria en su mayor tamaño, con un píleo marrón-rojizo soportando numerosas láminas, y en que tiene un estipe (pie) de color amarillo-ocre en la base, con restos a su alrededor. Las esporas son entre elipsoidales y esféricas, translúcidas y lisas. A. regalis puede ser confundida con otras especies como Amanita rubescens o Amanita pantherina. Mediante un análisis químico se ha podido demostrar que esta especie contiene ácido iboténico y muscimol, los mismos componentes tóxicos encontrados en A. muscaria, pero no se han detectado derivados de muscarina o triptamina.

## Etimología y taxonomía
Amanita regalis fue inicialmente descrito como Agaricus muscarius ß regalis por Elias Magnus Fries en su obra Systema Mycologicum, publicada en 1821. En 1887, Pier Andrea Saccardo lo identificó como una variante de Amanita muscaria. En 1903, Edmund Michael fue el primero en considerar a A. regalis una especie distinta. En 1941, Edouard-Jean Gilbert sugirió llevar a cabo una reorganización completa del género Amanita en su monografía mundial sobre este género, y trasladó esta especie al género Amanitaria como A. muscaria var. regalis. En su versión original (1949) de Agaricales in Modern Taxonomy, Rolf Singer la consideró una subespecie de A. muscaria, pero hizo notar que podía ser considerada una especie aparte; de hecho, en su cuarta edición de la obra (1986), la clasificó como una especie diferente. A. regalis es clasificada dentro del género Amanita, en un grupo de Amanitas relacionadas que poseen anillo en el estipe y un bulbo en la base del mismo. Más recientemente, un grupo japonés que estudió la biogeografía de A. muscaria y especies relacionadas mediante análisis filogenéticos moleculares, concluyó que el taxón debería ser considerado un grupo de A. muscaria, más que una especie distinta. A pesar de ello, en 2009, tanto el Index Fungorum como el MycoBank siguen clasificando a A. regalis como una especie diferente.
La especie ha sido bautizada con diversos nombres vernáculos según el país. En países de habla inglesa ha sido denominado como "royal fly agaric", "king of Sweden Amanita", "brown fly agaric" o "king fly agaric". En Francia es conocido como Amanite royale, mientras que en Alemania es llamado Königsfliegenpilz. El epíteto específico es derivado de la palabra latina regalis, que significa "real". En el año 2000, este hongo fue seleccionado por la Sociedad Alemana de Micología como el "Hongo del Año".

## Descripción

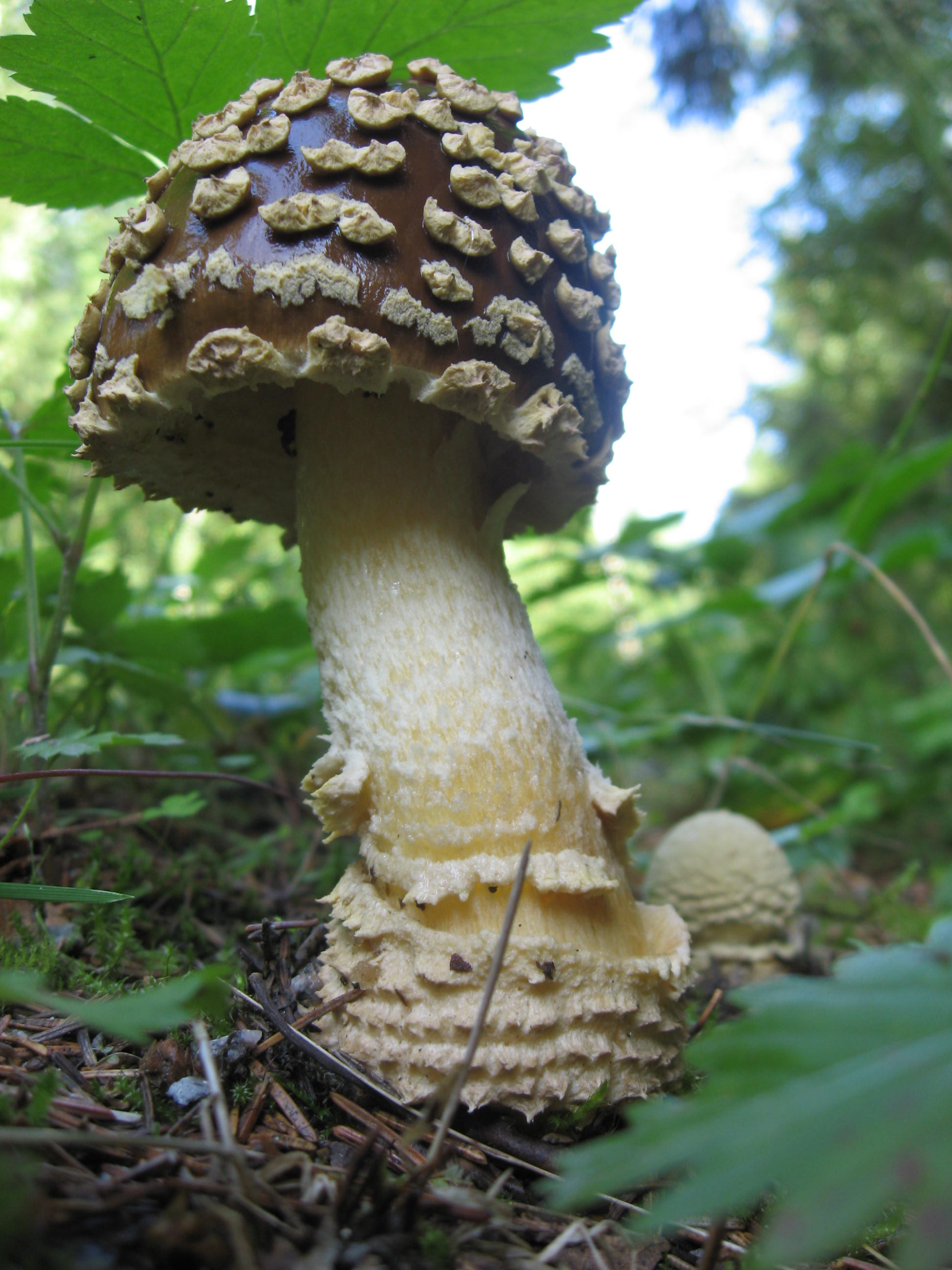
Espécimen joven de A. regalis que muestra el color, el píleo y el estipe característicos de esta especie. A la derecha puede apreciarse un basidiocarpo inmaduro.

Al igual que en todas las especies del género Amanita, la mayor parte del organismo se encuentra bajo el suelo, en simbiosis de ciertas especies de árbol. El esporocarpo del hongo es una estructura reproductora que aparece cuando las condiciones ambientales de humedad, temperatura y disponibilidad de nutrientes son las adecuadas. El sombrero de A. regalis es de entre 10 y 25 cm de ancho y, dependiendo de la fase de desarrollo, puede variar en su forma desde esférica a convexa o aplanada. Es de color marrón amarillento y está densamente cubierto con costras verrugosas, que se encuentran dispuestas en anillos concéntricos casi regulares. Estos anillos son restos de la volva, como consecuencia del crecimiento y expansión del cuerpo fructificante. El sombrero es carnoso y cuando está maduro presenta surcos en los extremos, los cuales pueden extenderse hasta 1,5-2 cm. La cutícula del sombrero puede separarse hasta casi el centro del propio sombrero por descamación.
Las láminas se disponen en el himenio libres, amontonadas y muy juntas, mostrando un color entre blanco y amarillo cremoso. Los extremos de las láminas tienen mechones de una especie de pelo suave y algodonoso, como reminiscencia de lo que fue anteriormente la volva. El estipe o pie de un individuo maduro suele medir unos 10-14 cm de alto y 1,5-2 cm de ancho, y se extiende hasta la base donde se inserta en un bulbo ornamentado con 2-4 anillos de pequeñas verrugas escamosas de color entre amarillo-ocre y limón. El estipe y el anillo no son de un color blanco puro, sino que tienen un débil matiz amarillento. La carne del hongo es blanquecina, ligeramente amarillenta en el estipe y dorada dentro de la cutícula del sombrero. El color no varía cuando la carne es expuesta al aire, y tiene un sabor y un olor insignificantes.

### Características microscópicas
Las esporas son desde elipsoidales hasta aproximadamente esféricas, translúcidas, lisas, y miden entre 9 y 12 µm. Son no amilodes, es decir, no absorben el yodo cuando son teñidas con el agente de tinción Melzer. Las células productoras de esporas tienen forma de bastón, con unas dimensiones de 38-46 por 3-13 µm, y presentan una especie de abrazadera en sus bases.

## Especies similares

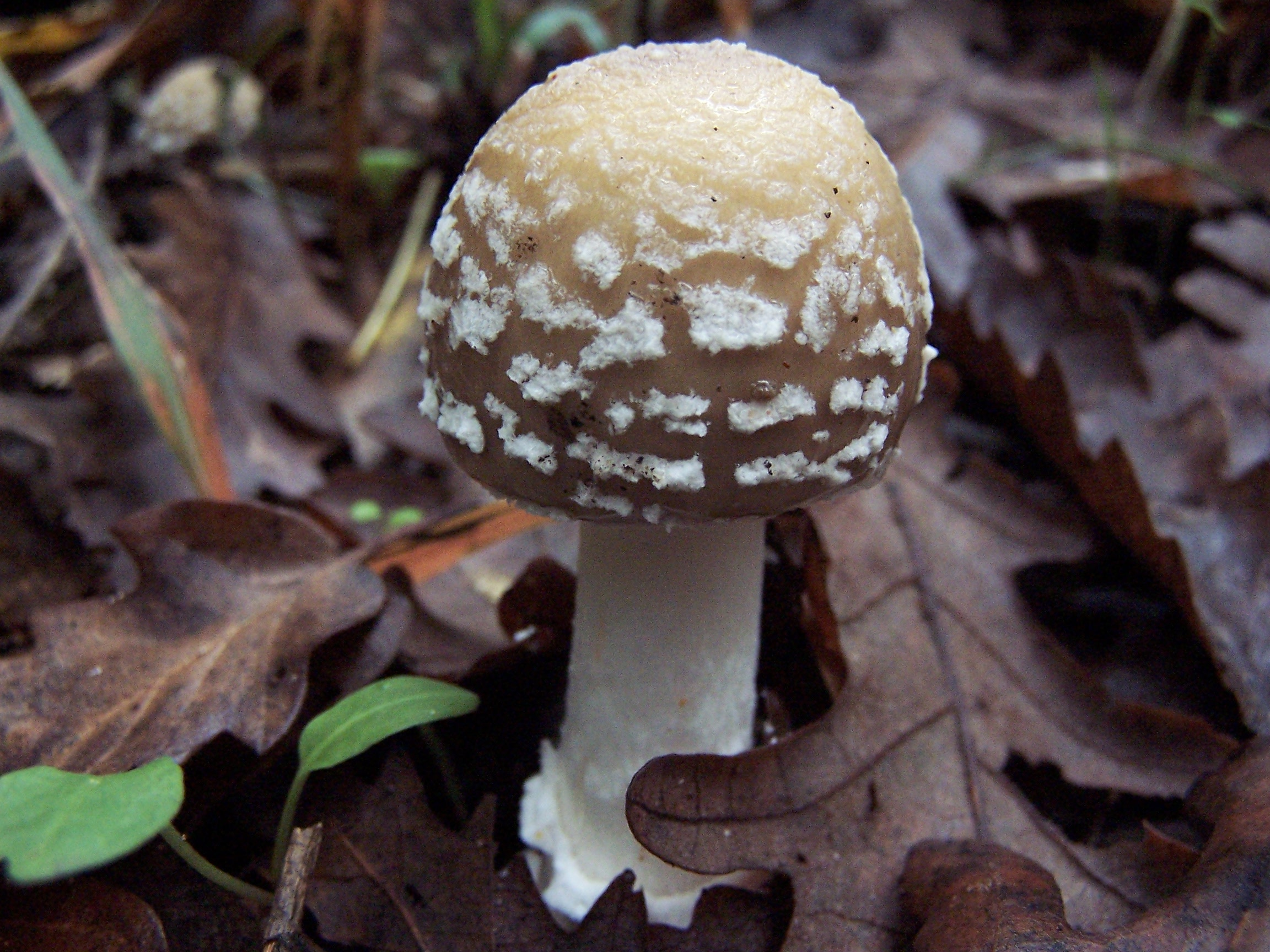
Ejemplar de Amanita pantherina.

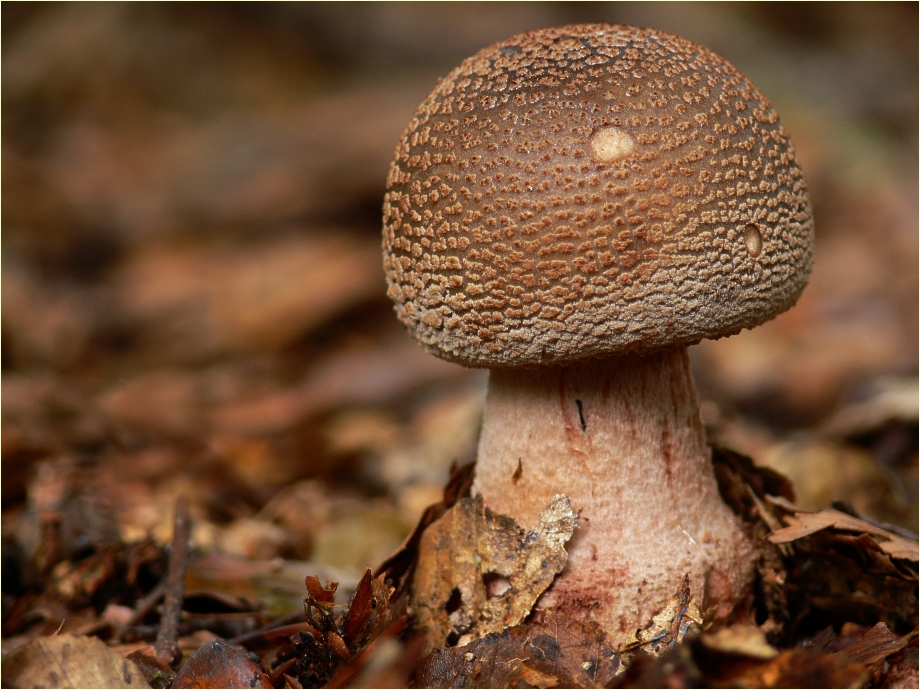
Ejemplar de Amanita rubescens.

Amanita regalis es fácilmente distinguible de A. muscaria debido a la ausencia de colores rojos en el sombrero, y por la presencia de verrugas sobre el estipe. En el caso de un individuo que sea de color pálido y con un sombrero marrón amarillento, podría confundirse con la especie Amanita rubescens (comestible), la cual puede ser distinguida por el color que adquiere la carne cuando se ve expuesta al aire, o por el color de la carne bajo la cutícula: A. regalis es amarillento mientras que A. rubescens es blanco. Otra especie semejante es Amanita pantherina, que posee un color similar, pero tiene la carne blanca bajo la cutícula del sombrero, así como un bulbo con forma de copa.

## Hábitat y distribución
Amanita regalis es una especie poco común, que suele encontrarse creciendo en el suelo de bosques de montaña, tanto en bosques caducifolios, como en bosques de coníferas. Es un hongo micorrizal que establece una relación simbiótica con ciertas especies de árbol. El micelio envuelve las raíces de los árboles y les suministra minerales, elementos traza y agua del suelo, mientras que el árbol le suministra al hongo alimento de sus propias reservas, producidas mediante fotosíntesis. A. regalis ha demostrado experimentalmente formar micorrizas con betula, Pinus sylvestris, Pinus mugo y Picea abies. Cuerpos functíferos han revelado crecimiento en anillos de hadas.
En Europa, se distribuye principalmente en el norte, no habiéndose descrito ni en el sur ni en el oeste europeo. Además, siendo muy común en los países escandinavos, se ha podido encontrar en Alemania, Hungría, Letonia, Rusia, Eslovaquia y Corea. En América del Norte, su distribución se restringe a Alaska, donde puede ser encontrado normalmente bajo la línea arbolada.

## Toxicidad

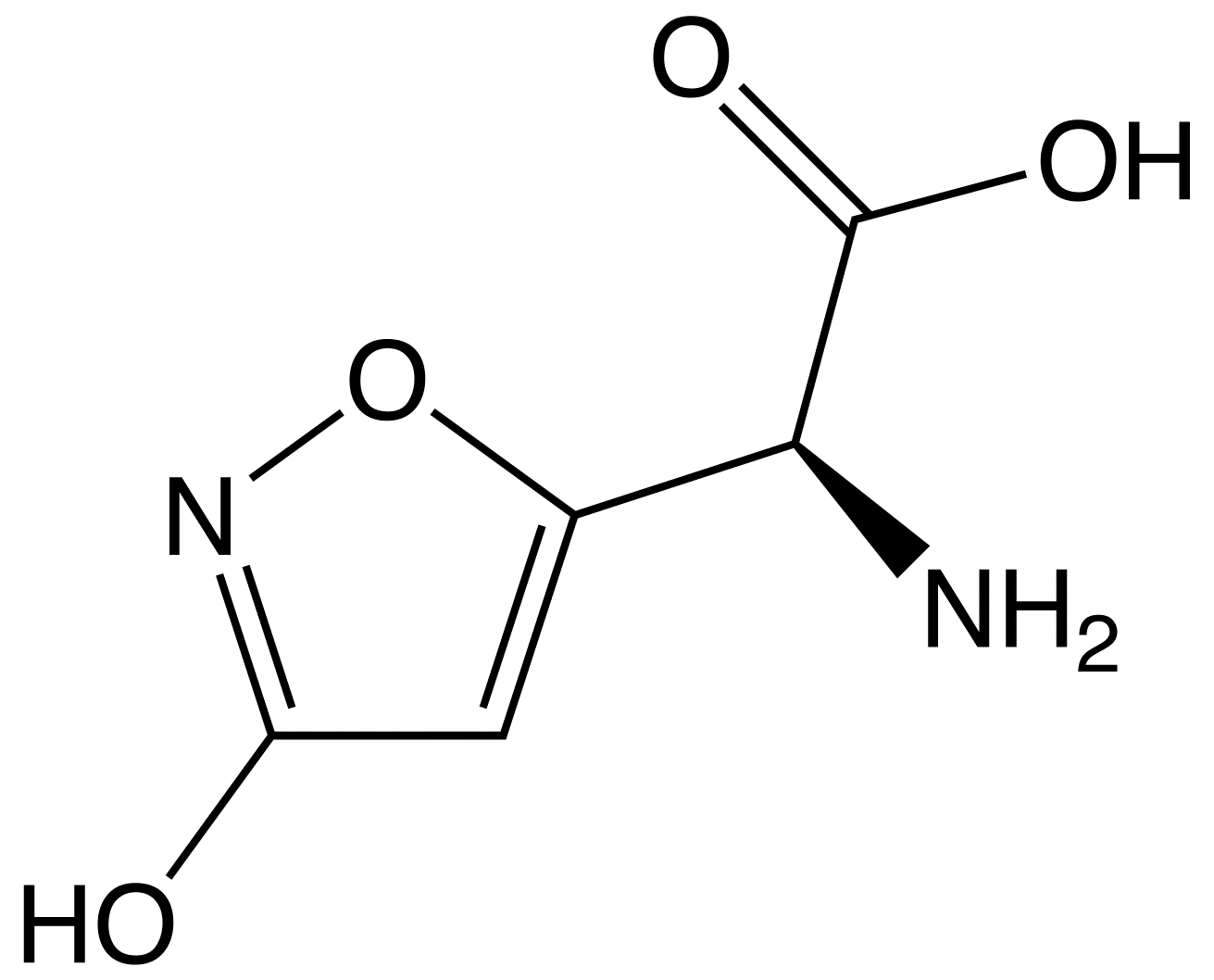
Ácido iboténico.

Muscimol.

Amanita regalis es un hongo venenoso. En 2006 se produjo un envenenamiento por hongos en Noruega, donde tres individuos consumieron ejemplares de A. regalis al confundirlos con el hongo comestible Macrolepiota procera. Los síntomas de envenenamiento, que empezaron entre 1 y 2 horas después de la ingestión de los hongos, consistieron en náuseas y vómitos. Dos de ellos manifestaron además síntomas colinérgicos en el sistema nervioso central, incluyendo alucinaciones, confusión, o pérdida de consciencia, así como salivación profusa y sudores. Los tres individuos se recuperaron entre las 4 y las 24 horas siguientes sin sufrir ningún daño en hígado, riñones o sistema nervioso central. Tal y como demuestra este incidente, el hecho de cocinar los hongos no neutraliza completamente los componentes tóxicos de A. regalis. Mediante análisis químico se ha demostrado que esta especie contiene ácido iboténico y muscimol, los mismos constituyentes tóxicos que posee A. muscaria. Sin embargo, no se hallaron derivados ni de muscarina ni de triptamina.
A. regalis tiene la capacidad de bioacumular un metal pesado, el vanadio, hecho que fue descrito por primera vez en 1939, en especímenes de A. muscaria. Un estudio de campo llevado a cabo con especímenes escandinavos pudo detectar este metal en un rango de 38 a 169 mg de vanadio por kg de hongo seco (es decir, una media de 119 mg/kg). En comparación, la concentración de vanadio en la mayoría de los hongos suele estar por debajo de los 2 mg/kg.